# Campeonato Baiano de Futebol Feminino de 2021
O Campeonato Baiano de Futebol Feminino de 2021 foi a 33.ª edição deste campeonato de futebol feminino organizado pela Federação Baiana de Futebol (FBF), o torneio teve início em 29 de agosto e terminou em 16 de outubro. A edição de 2021 marca o retorno do campeonato que não foi realizado no ano de 2020 devido a pandemia de Covid-19.
O título desta edição ficou com o Bahia, que conquistou seu quinto título após vencer o Doce Mel na final da competição. O Doce Mel, por sua vez, além de ficar com o vice-campeonato, o clube garantiu uma vaga para a Série A3 do Campeonato Brasileiro Feminino de 2022.

## Regulamento
Na primeira fase da competição, os seis times vão disputar em grupo único somente jogos de ida em pontos corridos. Ao final dos confrontos, os quatro primeiros da tabela serão classificados para as semifinais. Nesta etapa, os jogos passarão a ser de ida e volta, os duelos acontecem entre 1º e 4º colocados e 2º e 3º colocados, com o mando de campo da volta para as equipes do 1º e 2º lugar. 
Os vencedores das semifinais disputam a final, em partidas de ida e volta, valendo a vaga para a Série A3 de 2022 para o campeão, desde que não esteja em outras séries da competição nacional, caso isso aconteça a vaga será repassada ao vice-campeão. O mando de campo será definido pela melhor campanha entre os times que disputarão os jogos decisivos. Aquele com melhor somatório entre as fases, terá o mando de campo na partida de volta.

### Critérios de desempate
O desempate entre duas ou mais equipes na primeira fase seguiu a ordem definida abaixo:
1. Número de vitórias
2. Saldo de gols
3. Gols marcados
4. Menor número de cartões vermelhos recebidos
5. Menor número de cartões amarelos recebidos
6. Sorteio

## Participantes
| Equipe              | Cidade               |
| ------------------- | -------------------- |
| Bahia               | Salvador             |
| Doce Mel            | Jequié               |
| Fluminense de Feira | Feira de Santana     |
| Juventude-BA        | Vitória da Conquista |
| Lusaca              | Camaçari             |
| Vitória             | Salvador             |

## Primeira Fase

### Desempenho por rodada
Clubes que lideraram o campeonato ao final de cada rodada:
| Rodadas | Rodadas | Rodadas | Rodadas | Rodadas |
| ------- | ------- | ------- | ------- | ------- |
| 1       | 2       | 3       | 4       | 5       |
| BAH     |         |         |         |         |

Clubes que ficaram na última posição do campeonato ao final de cada rodada:
| Rodadas | Rodadas | Rodadas | Rodadas | Rodadas |
| ------- | ------- | ------- | ------- | ------- |
| 1       | 2       | 3       | 4       | 5       |
| FLF     |         |         |         |         |

## Fase Final
Em itálico, os times que possuem o mando de campo no primeiro jogo do confronto. 
  Em negrito, os clubes classificados
|  | Semifinais   | Semifinais | Semifinais | Semifinais |   |       | Final | Final | Final | Final |
|  |              |            |            |            |   |       |       |       |       |       |
|  | Juventude-BA | 0          | 0          | 0          |   |       |       |       |       |       |
|  | Bahia        | 1          | 2          | 3          |   |       |       |       |       |       |
|  | Bahia        | 1          | 2          | 3          |   | Bahia | 0     | 4     | 4     |       |
|  |              |            |            |            |   | Bahia | 0     | 4     | 4     |       |
|  |              | Doce Mel   | 1          | 0          | 1 |       |       |       |       |       |
|  | Doce Mel     | Doce Mel   | 1          | 0          | 1 | 2     | 1     | 3     |       |       |
|  | Doce Mel     |            |            |            |   | 2     | 1     | 3     |       |       |
|  | Vitória      | 1          | 1          | 2          |   |       |       |       |       |       |

### Final
Jogo da ida
| 10 de outubro | Doce Mel | 1 – 0          | Bahia | Estádio Waldomiro Borges, Jequié                                  |
| 15:15         | Sol 87'  | Súmula Borderô |       | Público: 55 Renda: R$ 1.100,00 Árbitro: BA Dorivan da Silva Gomes |

Jogo da ida
| 16 de outubro | Bahia                            | 4 – 0          | Doce Mel | Estádio Roberto Santos, Salvador                               |
| 15:15         | Gadu 5' (pen.) 41' 86' · Dan 70' | Súmula Borderô |          | Público: 86 Renda: R$ 86,00 Árbitro: BA Jeferson Silva Andrade |

## Premiação
| Campeão do Campeonato Baiano de Futebol Feminino de 2021 |
| -------------------------------------------------------- |
| Bahia Campeão (5° título)                                |